# Scottish FA Cup 1887/88
Der Scottish FA Cup wurde 1887/88 zum 15. Mal ausgespielt. Der wichtigste Fußball-Pokalwettbewerb im schottischen Vereinsfußball wurde vom Schottischen Fußballverband geleitet und ausgetragen. Er begann am 3. September 1887 und endete mit dem Finale am 4. Februar 1888 im Hampden Park von Glasgow. Als Titelverteidiger startete Hibernian Edinburgh in den Wettbewerb, das im Finale des Vorjahres gegen den FC Dumbarton gewonnen hatte. Im diesjährigen Endspiel um den Schottischen Pokal traf der FC Renton auf den FC Cambuslang. Renton erreichte nach 1875, 1885 und 1886 zum vierten Mal in der Vereinsgeschichte das Finale. 1885 gewann der Verein das Finale gegen den FC Vale of Leven. In den beiden anderen Finalspielen unterlag die Mannschaft dem Rekordsieger FC Queen’s Park. Für Cambuslang war es die einzige Endspielteilnahme. Im Jahr 1897 wurde der Verein aufgelöst. Das Finale gewann Renton mit 6:1. Es blieb der letzte große Titel bis zu der Auflösung des Vereins im Jahr 1922.

## 1. Runde
Ausgetragen wurden die Begegnungen am 3. September 1887. Die Wiederholungsspiele fanden am 10. September 1887 statt.
|                               | Ergebnis    |                            |
| ----------------------------- | ----------- | -------------------------- |
| 1st Renfrew Rifle Volunteers  | 1:8         | FC Renfrew                 |
| 5th Dumfries Rifle Volunteers | 5:0         | FC Thornhill               |
| FC Abercorn                   | 9:0         | FC Johnstown Harp          |
| FC Aberdeen                   | 4:9         | Our Boys Dundee            |
| Aberdeen Rovers               | bye         |                            |
| Airdrieonians FC              | 8:0         | FC Dykehead                |
| Albion Rovers                 | 12:00       | FC Airdriehill             |
| Alloa Athletic                | 6:2         | FC Cowdenbeath             |
| FC Arbroath                   | 18:00       | FC Orion                   |
| FC Ayr                        | w/o         | FC Monkcastle              |
| FC Bo’ness                    | 4:1         | Leith Athletic             |
| FC Bonhill                    | 1:6         | Dumbarton Athletic         |
| FC Broughty                   | 5:7         | FC Montrose                |
| FC Broxburn Shamrock          | * 0:4 *     | FC Mossend Swifts          |
| Burntisland Thistle           | ** 4:2 **   | Dunfermline Athletic       |
| Caledonian Rangers            | 1:7         | FC Crieff                  |
| FC Cambuslang                 | w/o         | Hamilton Academical        |
| Cambuslang Hibernian          | 5:4         | Hamilton Hibernian         |
| FC Carfin Shamrock            | 4:0         | FC Shettleston             |
| FC Carrick                    | 10:00       | FC Thistle                 |
| FC Clyde                      | 0:7         | FC Queen’s Park            |
| FC Clydesdale                 | 1:4         | FC Rutherglen              |
| FC Coupar Angus               | 9:2         | Our Boys Blairgowrie       |
| FC Drumpellier                | ***2:3 ***  | FC Motherwell              |
| FC Dumbarton                  | 10:00       | FC Dunbritton              |
| FC Dunblane                   | 2:3         | Fair City Athletic         |
| Dundee Wanderers              | 7:0         | Lochee United              |
| FC Dunfermline                | ** 3:2 **   | FC Lassodie                |
| FC Dykebar                    | 5:2         | Greenock Morton            |
| Erin Rovers                   | 5:0         | Bellstane Birds            |
| Erin Rovers                   | 3:9         | FC St. Johnstone           |
| FC Falkirk                    | 4:1         | Kilsyth Wanderers          |
| Glasgow University            | bye         |                            |
| FC Grahamston                 | ** 4:3 **   | Redding Athletic           |
| FC Grangemouth                | 2:5         | FC East Stirlingshire      |
| Heart of Midlothian           | 4:1         | FC Norton Park             |
| Hibernian Edinburgh           | 5:0         | Broxburn Thistle           |
| Hurlford United               | w/o         | FC Annbank                 |
| FC Jamestown                  | *** 3:2 *** | Vale of Leven Hibernians   |
| Kelvinside Athletic           | 6:3         | FC St Andrews              |
| FC Kilbarchan                 | 0:4         | FC Arthurlie               |
| FC Kilbirnie                  | w/o         | FC Lanemark                |
| FC Kilmarnock                 | 8:2         | Ayr Thistle                |
| FC King’s Park                | 1:5         | FC Camelon                 |
| Kirkintilloch Athletic        | 5:1         | FC Kirkintilloch Central   |
| FC Lindertis                  | * 1:2 *     | FC Dundee Harp             |
| FC Linthouse                  | 3:3         | FC Whitefield              |
| FC Lochgilphead               | 1:9         | FC Oban                    |
| FC Lochwinnoch                | 5:1         | FC Pollokshaws             |
| FC Lugar Boswell              | 9:0         | FC Dalry                   |
| FC Mauchline                  | bye         |                            |
| FC Maybole                    | 3:3         | Newmilns 2nd ARV           |
| FC Moffat                     | 7:1         | FC Newcastleton            |
| FC Neilston                   | w/o         | Paisley Athletic           |
| FC Nithsdale                  | bye         |                            |
| FC Northern                   | 5:1         | Govan Athletic             |
| Partick Thistle               | 10:00       | FC Westbourne              |
| FC Plains                     | w/o         | FC Tollcross               |
| Pollokshields Athletic        | 4:1         | United Abstainers Athletic |
| Port Glasgow Athletic         | 11:00       | Greenock Rangers           |
| Queen of the South Wanderers  | 6:0         | FC Vale of Nith            |
| Glasgow Rangers               | 4:1         | FC Battlefield             |
| FC Slanannan                  | 5:4         | FC Laurieston              |
| Southern Athleic              | bye         |                            |
| FC St. Bernard’s              | 3:2         | FC Armadale                |
| FC Strathmore                 | 01:13       | East End Dundee            |
| FC Strathmore                 | 6:3         | Forfar Athletic            |
| Third Lanark                  | *** 1:2 *** | FC Cowlairs                |
| FC Thornliebank               | 1:2         | FC St. Mirren              |
| FC Uddingston                 | 2:5         | FC Royal Albert            |
| FC Union Dumbarton            | 0:6         | FC Renton                  |
| FC Vale of Bannock            | 3:4         | FC Campsie                 |
| FC Vale of Leven              | w/o         | FC Kirkintilloch Harp      |
| Vale of Leven Wanderers       | 7:2         | FC Methlan Park            |
| FC West Calder                | 9:0         | FC Athenian                |

### Wiederholungsspiele
|                         | Ergebnis |                |
| ----------------------- | -------- | -------------- |
| FC Motherwell           | 2:0      | FC Drumpellier |
| Newmilns 2nd ARV        | 4:6      | FC Maybole     |
| Third Lanark            | 1:4      | FC Cowlairs    |
| Vale of Leven Hibernian | 2:2      | FC Jamestown   |
| FC Whitefield           | 2:1      | FC Linthouse   |

### 2. Wiederholungsspiel
|              | Ergebnis |                         |
| ------------ | -------- | ----------------------- |
| FC Jamestown | 3:1      | Vale of Leven Hibernian |

## 2. Runde
Ausgetragen wurden die Begegnungen am 24. September 1887. Die Wiederholungsspiele fanden am 1. Oktober 1887 statt.
|                         | Ergebnis |                               |
| ----------------------- | -------- | ----------------------------- |
| FC Abercorn             | 6:0      | FC Neilston                   |
| Airdrieonians FC        | 3:0      | Cambuslang Hibernian          |
| Alloa Athletic          | 0:1      | Dunfermline Athletic          |
| FC Arbroath             | 3:1      | FC Strathmore                 |
| FC Arthurlie            | 3:3      | FC St. Mirren                 |
| FC Bo’ness              | 5:1      | FC West Calder                |
| FC Cambuslang           | 2:0      | FC Royal Albert               |
| FC Carfin Shamrock      | 3:1      | FC Motherwell                 |
| FC Coupar Angus         | w/o      | FC Crieff                     |
| FC Cowlairs             | 9:1      | Southern Athleic              |
| FC Dumbarton            | 1:5      | FC Vale of Leven              |
| Dundee Wanderers        | 10:00    | Aberdeen Rovers               |
| Erin Rovers             | 0:6      | Hibernian Edinburgh           |
| Fair City Athletic      | 3:0      | FC St. Johnstone              |
| FC Falkirk              | 2:2      | FC Campsie                    |
| Heart of Midlothian     | bye      |                               |
| Hurlford United         | 9:1      | FC Lugar Boswell              |
| FC Jamestown            | 7:1      | Kirkintilloch Athletic        |
| FC Kilbirnie            | 3:0      | FC Mauchline                  |
| FC Kilmarnock           | bye      |                               |
| FC Lassodie             | bye      |                               |
| FC Lindertis            | 3:2      | East End Dundee               |
| FC Lochwinnoch          | 2:5      | FC Dykebar                    |
| FC Maybole              | 00:13    | FC Ayr                        |
| FC Moffat               | 4:4      | Queen of the South Wanderers  |
| FC Nithsdale            | 2:9      | 5th Dumfries Rifle Volunteers |
| FC Northern             | 6:3      | FC Shettleston                |
| FC Oban                 | bye      |                               |
| Our Boys Dundee         | 5:3      | FC Montrose                   |
| Partick Thistle         | 2:1      | Glasgow Rangers               |
| FC Plains               | bye      |                               |
| FC Queen’s Park         | 9:0      | Kelvinside Athletic           |
| Redding Athletic        | 00:17    | FC Camelon                    |
| FC Renfrew              | 3:3      | Port Glasgow Athletic         |
| FC Renton               | 4:2      | Dumbarton Athletic            |
| FC Rutherglen           | 3:6      | Albion Rovers                 |
| FC Slanannan            | 1:6      | FC East Stirlingshire         |
| FC St. Bernard’s        | 1:1      | FC Broxburn Shamrock          |
| FC Thistle              | 6:0      | Glasgow University            |
| Vale of Leven Wanderers | bye      |                               |
| FC Whitefield           | 2:0      | Pollokshields Athletic        |

### Wiederholungsspiele
|                              | Ergebnis |                      |
| ---------------------------- | -------- | -------------------- |
| FC Campsie                   | 2:2      | FC Falkirk           |
| Port Glasgow Athletic        | 5:3      | FC Renfrew           |
| Queen of the South Wanderers | 7:4      | FC Moffat            |
| FC St. Bernard’s             | 4:1      | FC Broxburn Shamrock |
| FC St. Mirren                | 4:1      | FC Arthurlie         |

## 3. Runde
Ausgetragen wurden die Begegnungen am 15. Oktober 1887. Die Wiederholungsspiele fanden am 22. Oktober 1887 statt.
|                               | Ergebnis |                              |
| ----------------------------- | -------- | ---------------------------- |
| 5th Dumfries Rifle Volunteers | 2:6      | Queen of the South Wanderers |
| FC Ayr                        | 4:0      | Port Glasgow Athletic        |
| FC Camelon                    | 0:8      | FC Renton                    |
| FC Cowlairs                   | 9:1      | FC Campsie                   |
| Dundee Wanderers              | 8:0      | FC Coupar Angus              |
| FC Dykebar                    | 2:2      | FC Kilmarnock                |
| FC East Stirlingshire         | 0:0      | FC Cambuslang                |
| Fair City Athletic            | 0:5      | Our Boys Dundee              |
| FC Falkirk                    | 2:2      | FC Carfin Shamrock           |
| Heart of Midlothian           | 1:1      | Hibernian Edinburgh          |
| Hurlford United               | 2:4      | FC St. Mirren                |
| FC Kilbirnie                  | 1:3      | FC Abercorn                  |
| FC Lassodie                   | 1:3      | FC Bo’ness                   |
| FC Lindertis                  | bye      |                              |
| FC Northern                   | 3:4      | Albion Rovers                |
| FC Oban                       | 1:5      | FC Arbroath                  |
| Partick Thistle               | bye      |                              |
| FC Queen’s Park               | 3:0      | FC Jamestown                 |
| FC St. Bernard’s              | w/o      | Dunfermline Athletic         |
| FC Thistle                    | 2:0      | FC Whitefield                |
| FC Vale of Leven              | 3:0      | Airdrieonians FC             |
| Vale of Leven Wanderers       | 9:0      | FC Plains                    |

### Wiederholungsspiele
|                     | Ergebnis |                       |
| ------------------- | -------- | --------------------- |
| FC Cambuslang       | 4:2      | FC East Stirlingshire |
| FC Carfin Shamrock  | 3:0      | FC Falkirk            |
| Hibernian Edinburgh | 1:3      | Heart of Midlothian   |
| FC Kilmarnock       | 9:1      | FC Dykebar            |

## 4. Runde
Ausgetragen wurden die Begegnungen am 5. November 1887. Die Wiederholungsspiele fanden zwischen dem 12. und 26. November 1887 statt.
|                         | Ergebnis |                              |
| ----------------------- | -------- | ---------------------------- |
| FC Abercorn             | bye      |                              |
| Albion Rovers           | bye      |                              |
| FC Arbroath             | bye      |                              |
| FC Ayr                  | 3:2      | FC Vale of Leven             |
| FC Cambuslang           | bye      |                              |
| FC Carfin Shamrock      | bye      |                              |
| FC Cowlairs             | bye      |                              |
| Dundee Wanderers        | 4:3      | Queen of the South Wanderers |
| Heart of Midlothian     | 1:1      | FC St. Mirren                |
| FC Lindertis            | 01:13    | FC Renton                    |
| Our Boys Dundee         | bye      |                              |
| Partick Thistle         | 2:2      | FC Kilmarnock                |
| FC Queen’s Park         | bye      |                              |
| FC St. Bernard’s        | bye      |                              |
| FC Thistle              | bye      |                              |
| Vale of Leven Wanderers | 2:0      | FC Bo’ness                   |

### Wiederholungsspiele
|               | Ergebnis |                     |
| ------------- | -------- | ------------------- |
| FC Kilmarnock | 1:4      | Partick Thistle     |
| FC St. Mirren | 2:2      | Heart of Midlothian |

### 2. Wiederholungsspiel
|                     | Ergebnis |               |
| ------------------- | -------- | ------------- |
| Heart of Midlothian | 2:2      | FC St. Mirren |

### 3. Wiederholungsspiel
|                     | Ergebnis |               |
| ------------------- | -------- | ------------- |
| Heart of Midlothian | 2:4      | FC St. Mirren |

## 5. Runde
Ausgetragen wurden die Begegnungen am 26. November und 3. Dezember 1887.
|                  | Ergebnis |                         |
| ---------------- | -------- | ----------------------- |
| FC Abercorn      | 9:0      | FC St. Bernard’s        |
| FC Arbroath      | 5:1      | FC Cowlairs             |
| FC Cambuslang    | 10:00    | FC Ayr                  |
| Dundee Wanderers | 5:2      | FC Carfin Shamrock      |
| Our Boys Dundee  | 4:2      | Albion Rovers           |
| Partick Thistle  | 0:2      | FC Queen’s Park         |
| FC Thistle       | 2:9      | Vale of Leven Wanderers |
| FC St. Mirren    | 2:3      | FC Renton               |

## 6. Runde
Ausgetragen wurden die Begegnungen am 17. Dezember 1887. Das Wiederholungsspiel fand am 24. Dezember 1887 statt.
|                 | Ergebnis |                         |
| --------------- | -------- | ----------------------- |
| FC Arbroath     | 1:1      | FC Abercorn             |
| FC Cambuslang   | 6:0      | Our Boys Dundee         |
| FC Queen’s Park | 7:1      | Vale of Leven Wanderers |
| FC Renton       | 5:1      | Dundee Wanderers        |

### Wiederholungsspiel
|             | Ergebnis |             |
| ----------- | -------- | ----------- |
| FC Abercorn | 3:1      | FC Arbroath |

## Halbfinale
Ausgetragen wurden die Begegnungen am 14. Januar 1888. Das Wiederholungsspiel fand am 21. Januar 1888 statt.
|             | Ergebnis |                 |
| ----------- | -------- | --------------- |
| FC Abercorn | 1:1      | FC Cambuslang   |
| FC Renton   | 3:1      | FC Queen’s Park |

### Wiederholungsspiel
|               | Ergebnis |             |
| ------------- | -------- | ----------- |
| FC Cambuslang | 10:10    | FC Abercorn |

## Finale
| FC Renton                                 | FC Renton | FC Cambuslang | FC Cambuslang |
| ----------------------------------------- | --- | --- | ------------- |
| FC Renton                                 | \| Finale \| \| 4. Februar 1888 in Glasgow (Hampden Park) \| \| Ergebnis: 6:1 (2:1) \| \| Zuschauer: 15.000 \| \| Spielbericht \|                                                 | \| Finale \| \| 4. Februar 1888 in Glasgow (Hampden Park) \| \| Ergebnis: 6:1 (2:1) \| \| Zuschauer: 15.000 \| \| Spielbericht \|                                                   | FC Cambuslang |
| FC Renton                                 | John Lindsay, Andrew Hannah, Archie McCall, Bob Kelso, James Kelly, Donald McKechnie, Neil McCallum, Harry Campbell, Johnny Campbell, John McNee, James McCall Cheftrainer: n. b. | James Dunn, William Smith, William Semple, James Gourlay (2), McKay, Jackson, James Gourlay (1), Hugh Gourlay, James Plenderleith, James Buchanan, John Buchanan Cheftrainer: n. b. | FC Cambuslang |
| FC Renton                                 | 1:0 John McNee (15.) 2:0 Neil McCallum 3:1 McCall (46.) 4:1 Neil McCallum (69.) 5:1 McCall (75.) 6:1 John McNee                                                                   | 2:1 Hugh Gourlay (44.) | FC Cambuslang |
| Finale                                    | | |               |
| 4. Februar 1888 in Glasgow (Hampden Park) | | |               |
| Ergebnis: 6:1 (2:1)                       | | |               |
| Zuschauer: 15.000                         | | |               |
| Spielbericht                              | | |               |